# Ramal ferroviario Gardey-Defferrari
El Ramal Gardey - Defferrari pertenece al Ferrocarril General Roca, Argentina.

## Ubicación
Se halla íntegramente en la provincia de Buenos Aires, atravesando los partidos de Tandil, Benito Juárez, Necochea y San Cayetano.

## Características
Es un ramal de la red secundaria del Ferrocarril General Roca con una extensión de 129,3 km entre Gardey y Deferrari.

## Historia
El ramal fue construido por el la empresa Ferrocarril del Sud en 1908. Durante las estatizaciones ferroviarias de 1948, pasa a formar parte del Ferrocarril General Roca.

## Servicios
Corren formaciones de carga de la empresa Ferrosur Roca desde Gardey hasta una cantera cercana a la Estación Alfredo Fortabat. El tramo hasta Defferrari se encuentra desmantelado.

## Imágenes

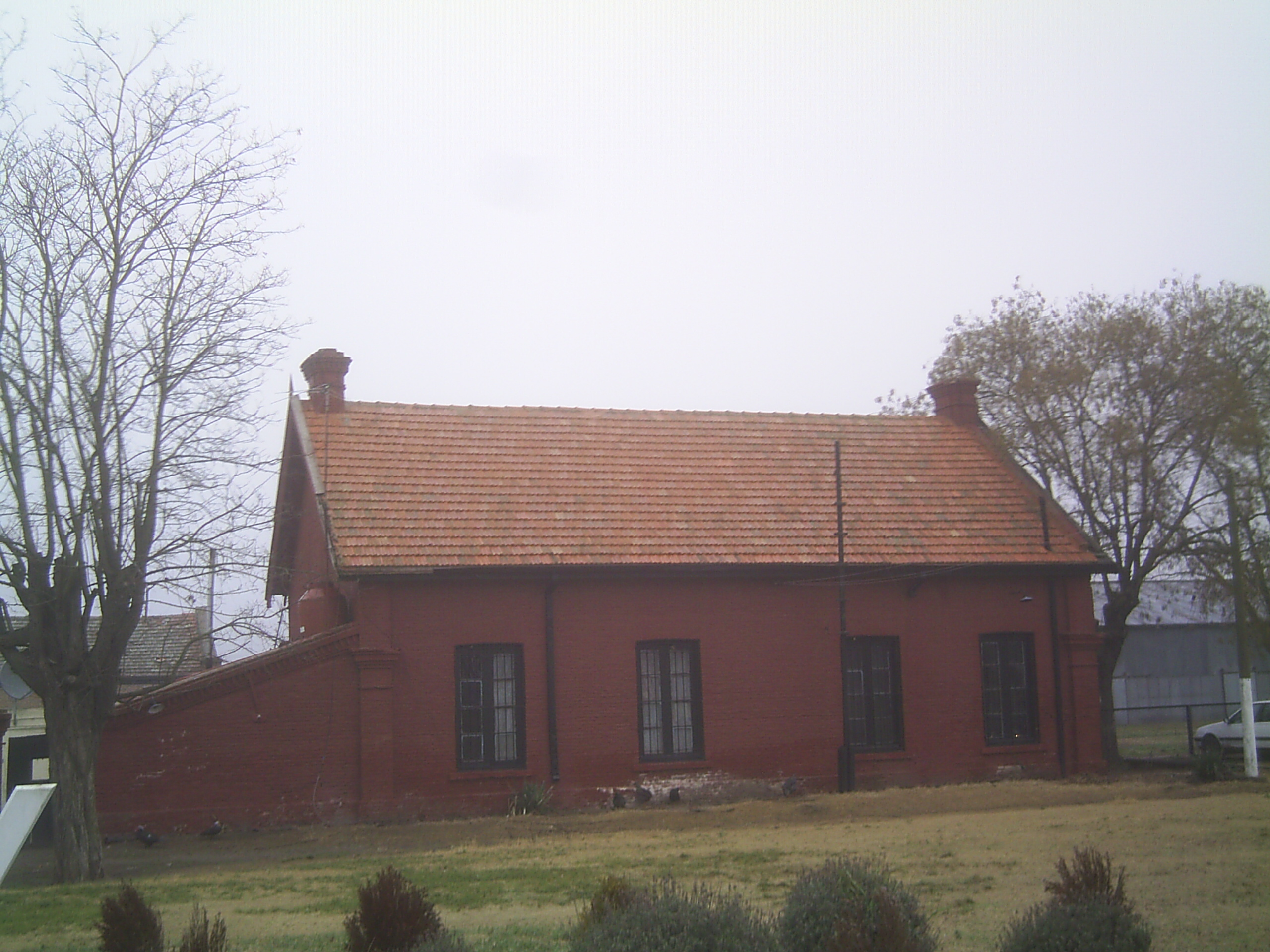
Gardey
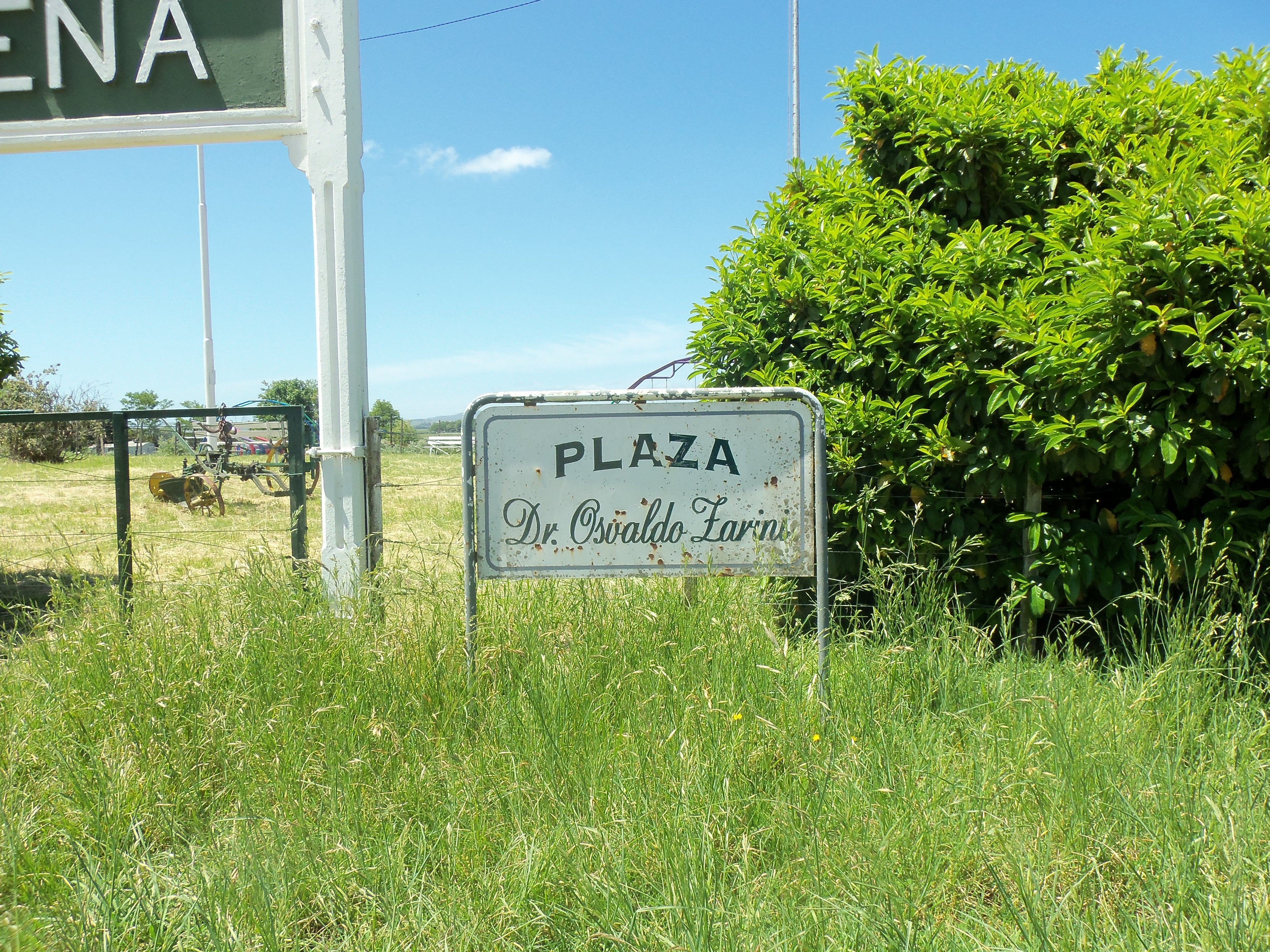
Azucena